# Jassem Bahman
Jassem Bahman (arabisch جاسم بهمن, DMG Ǧāsim Bahman; * 15. Februar 1958) ist ein ehemaliger kuwaitischer Fußballtorwart.

## Karriere
In seiner Zeit bei al-Qadsia stand er im Kader der kuwaitischen Nationalmannschaft bei der Weltmeisterschaft 1982, jedoch kam er in keinem der drei Spiele zum Einsatz.